# Birdemic 3: Sea Eagle
Birdemic 3: Sea Eagle ist ein US-amerikanischer Tierhorrorfilm von James Nguyen aus dem Jahr 2022.

## Handlung
Der junge auf Gerontologie spezialisierte Wissenschaftler Evan befindet sich auf einer Autofahrt nach Santa Cruz um sein Start-up-Unternehmen zu eröffnen. Schließlich gelangt er ans Meer und verlässt das Fahrzeug, um am Strand spazieren zu gehen. Wenig später trifft er auf eine Frau, die Wasser in einen Eimer abfüllt. Nach einiger Zeit des Beobachtens beschließt Evan, auf die Frau zuzugehen und sie nach dem Sinn des Ganzen zu fragen. Sie stellt sich ihm als Kim vor, eine Wissenschaftlerin, die das Meerwasser auf den Kohlenstoffdioxid-Gehalt überprüft. Sie begründet dies, dass aufgrund der globalen Erwärmung die Menge des CO2 im Wasser Schuld daran ist, dass Seelöwen und verschiedene Walarten an Krebs erkranken.
Während seines weiteren Aufenthalts in Santa Cruz begegnet er immer wieder verschiedenen Menschen, die an der Erforschung des Klimawandels und dessen Folgen arbeiten. Herr Green etwa schlägt vor, dass man Gelder erbittet und mit diesen den Bau eines Weltraumaufzugs finanziert, der in der Lage ist, Kohlenstoff in der Atmosphäre in die Umlaufbahn zu transportieren. Oder einen Hobby-Astrologen, der dankbar darüber ist, dass sich die menschliche Umweltzerstörung noch nicht auf andere Planeten ausweitet. Er trifft schließlich auf eine für ihn interessante Immobilie, die er erwerben will. Während der Besichtigung fällt ihm auf, dass alle Gemälde im Haus sich auf den Klimawandel beziehen.
Nach einer weiteren Begegnung mit Kim verlieben sich die beiden ineinander. Sie verabreden sich auf ein Date im Redwood-Nationalpark. Wenig später treffen sie auf Rod, der die Meeresvögel für eine Bedrohung hält. Tatsächlich folgt schon bald ein Angriff von Seeadlern auf die Menschheit. Rod, der bereits zwei Vogel-Invasionen überlebte, schließt sich dem Pärchen an. Später ergänzt Katie die Gruppe. Nach vielen Angriffen fliegen die Vögel letztendlich auf das Meer zurück und geben den überlebenden Menschen eine zweite Chance.

## Hintergrund

### Produktion
Nach dem überraschenden Erfolg von Birdemic: Shock and Terror und trotz des nicht so starken Birdemic 2: The Resurrection plante Regisseur James Nguyen dennoch einen dritten Teil der Filmreihe. Zu diesem Zwecke rief er ein Crowdsourcing ins Leben, um die benötigten finanzielle Mittel zu bekommen. Das geschätzte Filmbudget schwankt zwischen 10.000 US-Dollar bis 600.000 US-Dollar. Severin Films fungierte als Produktionsunternehmen.
Alan Bagh verkörpert hier zum dritten Mal die Rolle des Rod, der Hauptcast wurde durch Ryan Lord als Evan und Julia Culbert als Kim ergänzt.

### Veröffentlichung
Der Film erfuhr seine Erstaufführung am 25. September 2022 auf dem Fantastic Fest. Am 4. April 2023 startete der Film in den Videoverleih.
Laut Box Office Majo spielte der Film lediglich 758 US-Dollar ein.

## Rezeption
Moria Reviews befindet, dass der Film deutlich professioneller startet als seine beiden Vorgänger, fällt aber ab der ersten Dialogszene in alte, schwache Muster zurück. Auch wird kritisiert, dass die Handlung sich im Vergleich zu den Vorgängern zu sehr ähnelt: ein weißer Mann, Unternehmer eines Start-Up-Unternehmens, trifft auf eine blonde Frau und die beiden beginnen eine Liebesbeziehung, ehe sie sich gegen die Angriffe der Vögel wehren müssen. Auch wird kritisiert, dass es zu viel Folklore zu Alfred Hitchcock gäbe (Die Vögel, Vertigo – Aus dem Reich der Toten). Die wiederkehrende Thematik der globalen Erwärmung wird außerdem als störend empfunden. Bemängelt wird, dass der Angriff der Vögel erst im letzten Drittel des Films startet; die Effekte der Vögelangriffe werden als Besserung im Vergleich zu den Vorgängern bewertet.
Voices from the Balcony bemängelt, dass der Großteil des Films „fast ausschließlich verschiedenen Charakteren gewidmet“ sei, die die Bedrohung der Klimaerwärmung thematisieren. Weiter wird geschrieben, dass die „Dialoge und Darbietungen schrecklich“ seien und die „Lautstärke und die Lichtstärke ständig variieren, auch innerhalb von Szenen, um den Zuschauer nur noch mehr zu verärgern.“ Es wird kritisiert, dass aufgrund der Vorgänger die Handlung keinerlei Überraschung mehr wäre und fühle sich an wie einer der vielen „absichtlich schlechten Filme, die zum Kultfilm werden sollen“.
Auf Rotten Tomatoes hat der Film eine Wertung von 17 % bei sechs Reviews. In der Internet Movie Database hat der Film bei über 300 Stimmenabgaben eine Wertung von 1,6 von 10,0 möglichen Sternen (Stand: September 2023).